# Core Image
Core Image是一項Mac OS X中的新技術，利用機器的繪圖處理器來作影像相關特效。於2004年8月的世界開發者大會（WWDC）中展示，它提供大部份共同圖形濾鏡的捷徑。它提供即時直接作很多共同形式的影像處理能力（在這之前必須由開發者自己的程式碼來實做完成）。
Core Image較簡單的GUI增強有更深遠的含意，像是由Dashboard所產生的水波紋效果。Core Image可以用來作即時的影像操作，類似於Photoshop的濾鏡。這些運算稱為影像單位（Image Units）。然而，不像傳統的濾鏡是在來源影像上操作，Core Image利用重疊來實現這樣的操作 -- 能維持原來的影像。這稱為"非破壞性"操作。這樣的結果可以用來作高複雜度和多層的影像操作，而只有少數或沒有品質上的損失。
轉場特效類似濾鏡，結合兩個或多個影像來形成結果的影像，且接受一個時間數值（0 < t < 1）為參數。藉由使用計時器來驅動一個動畫，產生由一個影像到另一個的轉場效果是很容易地實現。
在Core Image內部，影像是以浮點數的數值在指定的色彩空間來表示像素的成份。使用浮點數可以得到較高的精確度。多個效果可以藉由結合數個影像單位（Image Unit）成為一個順序的次序（稱為特效堆疊，effects stack）來達成。然而，Core Image在處理堆疊時候並不產生每個中介的影像；反之，它一次就計算效果的數學之運算，然後把這個結果應用到影像上。結論是這樣的方法，不會使得當更多的特效加入時，而使得效能降低 - 因每個像素都只會被處理一次，而不管特效堆疊變得多複雜。
Core Image是設計來借用高階顯示卡上繪圖處理器的某些形式之能力。這會得到大量效能上的利益，由於巨大的影像資料不需要在主記憶體匯流排中搬移，這是即時影像處理頻寬限制的一個地方。然而，如果沒有適合的圖形處理器，Core Image就會退回到下一個最好的選擇 - 利用G5和G4處理器上的AltiVec處理能力，或者就只好執行G3上的'一般'程式碼。Core Image會自動地在目前機器架構下的選擇最快方法。然而，逼真地即時影像處理需要一個可相容的繪圖處理器。

## 影像單位
- 中位數的，高斯，移動和縮放模糊
- 雜訊降低
- 全彩，色調，色溫，白平衡和飽和度控制
- Pinch, Hole, Dump, Displacement, Glass, torus Lens, Twirl, Vortex, Circle Splash and Circular warp distortions
- Several generator filters including Star Shine, Sunbeams, Checkerboard and Lenticular Halo
- Color blends: color burn, darken, difference, exclusion, hard light, hue, lighten, luminosity, multiply, overlay, saturation, screen, soft light
- On-the-fly cropping and scaling
- On-the-fly perspective transform
- Several halftone filters including CMYK，dot, hatched and line
- Deconvolution
- Transition effects such as Swipe, Flash, Page Curl, Copy Machine, Disintegrate with Mask, Dissolve

## Core Video
靠Core Image一起執行且以它為根基的是Core Video。就像Core Image，它允許即時的視訊剪輯，如同WWDC Webcast所展示的。
兩種技術都極大地依靠系統上的繪圖卡，且可能提供多種等級的解決方案，像是Quartz和它的更強版本Quartz Extreme。

## 外部連結
- Mac OS X Tiger: Core Image：Apple網站上的預覽
- WWDC 2004 Keynote Webcast：original presentation by Steve Jobs